# Kazuya Oizumi
Kazuya Oizumi (大泉 和也 Oizumi Kazuya?, nacido el 19 de junio de 1991 en Kanagawa) es un exfutbolista japonés que se desempeñaba como delantero.

## Trayectoria

### Clubes
| Club          | País  | Año         |
| ------------- | ----- | ----------- |
| YSCC Yokohama | Japón | 2014 - 2023 |

## Estadística de carrera

### J. League
| Club          | Año   | J. League | J. League | Copa J. League | Copa J. League | Total | Total |
| Club          | Año   | Part.     | Goles     | Part.          | Goles          | Part. | Goles |
| ------------- | ----- | --------- | --------- | -------------- | -------------- | ----- | ----- |
| YSCC Yokohama | 2014  | 15        | 1         | -              | -              | 15    | 1     |
| YSCC Yokohama | 2015  | 21        | 1         | -              | -              | 21    | 1     |
| YSCC Yokohama | 2016  | 29        | 2         | -              | -              | 29    | 2     |
| YSCC Yokohama | 2017  | 28        | 2         | -              | -              | 28    | 2     |
| Total         | Total | 93        | 6         | 0              | 0              | 93    | 6     |